# BNSF Railway
BNSF Railway (BNSF) er helejet datterselskab af Berkshire Hathaway Inc., med hovedkvarter i Fort Worth, Texas i USA.  Det er et af de største jernbaneselskaber i Nordamerika, og er ejer af det næststørste godsjernbanenetværk i Nordamerika, kun overgået af Union Pacific Railroad, deres største konkurrent i det vestlige USA.  Ifølge pressemeddelelser fra virksomheden, er BNSF Railway blandt de førende intermodale godstransportører i Nordamerika.
Dannelsen af BNSF begyndte med etableringen af Burlington Northern Santa Fe Corporation den 22. september 1995.  Det nye holdingselskab købte dernæst Atchison, Topeka and Santa Fe Railway (ofte kaldet Santa Fe) og Burlington Northern Railroad, og lagde formelt de to jernbaneselskaber sammen under navnet Burlington Northern and Santa Fe Railway den 31. december 1996.  Den 24. januar 2005 blev selskabets navn officielt ændret til BNSF Railway, med en forkortelse af det oprindelige navn.